# Whitney (Nevada)
Whitney – jednostka osadnicza w Stanach Zjednoczonych, w stanie Nevada, w hrabstwie Clark.